# Edgeøya
Edgeøya (Dansk: Edgeøen) en ubeboet ø som er en del af arkipelaget Svalbard. Den er placeret i Barentshavet, og er den 3. største på Svalbard. Edgeøya dækker et samlet areal på 5.073 km2, hvoraf de 2.102 km2 på den østlige side er dækket af en gletsjer. Øen er opkaldt efter den engelske opdagelsesrejsende og hvalfanger Thomas Edge.
Øen og havet omkring er en del af Søraust-Svalbard naturreservat, og Edgeøya er et vigtigt tilholdssted for isbjørne og rensdyr.
Der er ikke offentlig adgang på Edgeøya, og alt færdsel skal på forhånd godkendes af Sysselmannen på Svalbard.